# Hilbert Schenck
Hilbert van Nydeck Schenck jr. (geboren am 12. Februar 1926 in Boston, Massachusetts; gestorben am 2. Dezember 2013) war ein amerikanischer Science-Fiction-Autor und Ingenieur. 

## Leben
Schenck diente von 1944 bis 1946 als Elektroniker in der US Navy. Danach studierte er Physik am Williams College in Williamstown, Massachusetts, wo er 1950 den Bachelor erwarb, und an der Stanford University, wo er 1952 mit einem Master in Maschinenbau abschloss. Nach seinem Studium arbeitete er bis 1956 als Testingenieur bei Pratt & Whitney Aircraft, danach wurde er Dozent und schließlich Professor am Clarkson College in Potsdam, New York. Von 1966 bis 1983 war er Professor an der University of Rhode Island in Kingston und dort von 1968 bis 1980 Leiter des Scuba Safety Project. Er war als Ingenieur Spezialist für Tauchtechnik und insbesondere für die hier involvierten Sicherheitsfragen und verfasste eine Reihe von Monographien und statistischen Arbeiten zu diesem Thema sowie mehrere ingenieurwissenschaftliche Lehrbücher, außerdem schrieb er einige Tauchsportführer. 
Schenk veröffentlichte seine erste Science-Fiction-Erzählung über einen Meteorologen, der nach einem Atomkrieg die Ausbreitung der Radioaktivität untersucht, schon 1953 im Magazine of Fantasy and Science Fiction, aber erst 1977 folgten weitere Erzählungen und ab 1981 vier Romane, in denen seinem ingenieurwissenschaftlichen Spezialgebiet und seinen sportlichen Interessen entsprechend der Ozean und hier insbesondere die Ostküste der USA in der Gegend von Cape Cod eine wichtige Rolle spielen. Manche seiner Erzählungen sind dabei eher See- bzw. Unterwasserabenteuer, in denen Science-Fiction- bzw. Fantasy-Elemente eine gewisse Rolle spielen. Als Beispiel kann sein erster Roman At the Eye of the Ocean gelten, in der ein Kapitän aus Neuengland kurz vor dem Bürgerkrieg mit seinem Schiff geflohene Sklaven nach Kanada bringt, wobei ihm eine tiefe Beziehung zur See einen hellsichtigen Blick in die Meerestiefen verleiht, wo er die Vision vom „Auge des Ozeans“ hat, einem mystischen Ort, aus dem heraus sich die zukünftige Geschichte der Menschheit gestalten wird. 
Schencks Kurzgeschichten wurden mehrfach für Hugo und Nebula Award nominiert, seine Romane At the Eye of the Ocean, A Rose for Armageddon und Chronosequence wurden für den Locus Award nominiert.  
1950 hatte Schenck Mary Low Taylor geheiratet, 1983 Anne Thompson. Er hatte sechs Kinder. 2013 ist Schenck im Alter von 87 Jahren gestorben.

## Bibliografie
Romane
- At the Eye of the Ocean (1981) 
  - Deutsch: Im Auge des Ozeans. Goldmann 1987, ISBN 3-442-08548-9.
- A Rose for Armageddon (1982)
- Steam Bird (1984)
- Chronosequence (1988)

Sammlungen
- Wave Rider (1980)
- Steam Bird (1988)

Kurzgeschichten
- Tomorrow’s Weather (1953, als Hilbert Schenck, Jr.)
- Three Days at the End of the World (1977)
- The Morphology of the Kirkham Wreck (1978)
- The Battle of the Abaco Reefs (1979)
  - Deutsch: Die Schlacht am Abaco Riff. In: Manfred Kluge (Hrsg.): Das Zeitsyndikat. Heyne (Heyne Science Fiction & Fantasy #3845), 1981, ISBN 3-453-30774-7.
- Wave Rider (1979)
  - Deutsch: Wellenreiter. In: Roy Torgeson (Hrsg.): Die große Weihe. Moewig (Playboy Science Fiction #6722), 1981, ISBN 3-8118-6722-9.
- Buoyant Ascent (1980)
  - Deutsch: Riskanter Aufstieg. In: Manfred Kluge (Hrsg.): Terrarium. Heyne (Heyne Science Fiction & Fantasy #3931), 1982, ISBN 3-453-30854-9.
- A Rose for Armageddon (excerpt) (1982)
- The Theology of Water (1982)
- Hurricane Claude (1983)
- The Geometry of Narrative (1983)
- Silicon Muse (1984)
- Send Me a Kiss by Wire (1985)
- Ring Shot (1986)
- A Down East Storm (1990)
- A Present for Santa (1993)

Fach- und Sachliteratur
- Shallow water diving for pleasure and profit (1950, mit Henry Way Kendall)
- Shallow water diving and spearfishing (1954, mit Henry Way Kendall)
- Skin diver’s and spearfisherman’s guide to American waters : Where to go and what you will find when you get there (1955)
- Underwater Photography (1957)
- Heat transfer engineering (1959)
- Theories of engineering experimentation (1961)
- Fortran methods in heat flow (1963)
- Fundamentals of thermodynamics (1963, mit Richard A. Kenyon)
- An introduction to the engineering research project (1969)
- Skin and scuba diving fatalities involving U.S. citizens (Ausgaben für 1970 und 1971, mit J. McAniff und E. Carapezza)
- Turbidity profiles of Point Judith Pond and West Passage (1970)
- Non-fatal, pressure-related scuba accidents, identification and emergency treatment (1971)
- Mortality rates for skin and scuba divers (1972)
- Diving accident survey, 1946–1970, including 503 known fatalities (1972)
- United States underwater fatality statistics (Ausgaben für die Jahre 1972 bis 1976)
- Portalab, an inexpensive self-ballasting habitat (1974)
- Introduction to ocean engineering (1975, als Herausgeber)
- Corrosion of steel and aluminum scuba tanks (1978)